# Cop Borghese
El Golpe Borghese va ser un fracassat cop d'Estat a Itàlia suposadament planejat per a la nit del 7 o el 8 de desembre de 1970. Va rebre aquest nom a causa de Junio Valerio Borghese, un comandant italià de la Segona Guerra Mundial de la unitat Xª MAS, o "Príncep Negre", condemnat per combatre amb Alemanya nazi, però no per crims de guerra, però així i tot un heroi als ulls de molts feixistes italians del postguerra. La temptativa de cop es va fer de coneixement públic quan el diari d'esquerra "Paese Sera" va publicar el titular en la nit del 18 de març de 1971: Pla subversiu contra la República: conspiració de l'extrema dreta descoberta.
L'operació secreta rebre el nom en clau 'Operació Tora Tora' d'acord l'atac japonès als bucs nord-americans a Pearl Harbor que va dur els Estats Units a entrar a la Segona Guerra Mundial, el 7 de desembre de 1941. El pla del cop d'Estat en la seva fase final preveia la implicació de vaixells de guerra dels Estats Units i de l'OTAN que estaven en alerta al Mediterrani.

## El suposat cop
Aquestes accions enredarien centenars de militants neofeixistes, auxiliats per 187 membres del Cos Forestale dello Stato. El pla incloïa el segrest del president italià Giuseppe Saragat, l'assassinat del cap de la policia, Angelo Vicari, i l'ocupació del Quirinal, del Ministeri d'Interior, del Ministeri de Defensa i de l'emissora de televisió pública italiana RAI. Alguns dissidents de l'Exèrcit també van planejar ocupar Sesto San Giovanni, en l'època una ciutat de treballadors i un reducte del Partit Comunista Italià. Aparentment, alguns militants van entrar breument en el Ministeri d'Interior, però Borghese va suspendre el cop algunes hores abans de la seva fase final.
D'acord amb Borghese, els neofeixistes estaven, en veritat, reunint-se per una manifestació de protesta contra la propera visita del president Josip Broz Tito de Iugoslàvia, que més tard seria ajornada. Aquesta protesta va ser suposadament cancel·lada a causa de la forta pluja. Amos Spiazzi, comandant dels dissidents de l'Exèrcit, va afirmar que el cop va ser suspès perquè el govern democratacristià sabia del pla colpista i estava preparat per reprimir els conspiradors i declarar llei marcial.
Els participants de les reunions semiclandestines planejaven de empresonar els polítics i en l'ocupació de les principals instal·lacions, amb la participació d'unitats de l'exèrcit. Quan Borghese va cancel·lar el cop, al vespre, els presumptes conspiradors, suposadament desarmats, van improvisar un sopar, abans de tornar cap a casa. Diversos membres del Front Nacional (Fronte Nazionale) van ser arrestats i una ordre va ser expedida per Borghese, que va fugir cap a Espanya i allà va morir el 1974.

## Investigació
El 18 de març de 1971, al diari d'esquerra Paese Sera va ser publicat amb el títol: Pla subversiu contra la República: conspiració de l'extrema dreta descoberta. Les primeres detencions relatives a la temptativa de cop van ser fetes el mateix dia. Les primeres persones detingudes entre el 18 i el 19 de març van ser: Mario Rosa, un major reformat de l'exèrcit i secretari del Front Nacional; Remo Orlandini, també un ex-major de l'exèrcit, propietari de béns immobless i col·laborador proper de Borghese; i Sandro Saccucci, un jove paracaigudista. Una ordre de presó per Borghese també va ser expedida, però ell no va poder ser trobat. Els detinguts posteriors van incloure l'empresari Giovanni De Rosa i un coronel retirat de la Força Aèria, Giuseppe Lo Vecchio.
La investigació sobre la temptativa de cop seria ressuscitada després de Giulio Andreotti tornara a ser ministre de defensa novament. Andreotti va lliurar un informe del servei secret el setembre de 1974 pel Ministeri Públic de Roma, i just de seguida el General Vito Miceli, ex-cap de la SID, va ser dut per interrogar davant el jutge investigador. L'interrogatori de Miceli va dur a la seva presó dos dies després. Miceli va ser llavors dimitit, i les agències d'intel·ligència italianes van ser reorganitzades per una llei de 1977.

## Judicis
Tres judicis es van iniciar per conspiració contra l'Estat italià. El 1978, Vito Miceli va ser absolt de l'acusació d'intentar encobrir una temptativa de cop, Saccucci, Orlandini, Rosa, i altres van ser condemnats per conspiració política, el que va incloure també Stefano Delle Chiaie, el paper específic del qual és incert. Segons notícies de la UPI el 1987, ell ja hi havia fugit d'Itàlia cap a Espanya el 25 de juliol de 1970. No obstant això, d'acord amb altres fonts, incloent René Monzat (1992), ell va liderar el comandament que va ocupar les dependències del ministre d'Interior. En el judici del recurs el novembre de 1984 tots els 46 reus van ser absolts perquè el "fet no va passar" (il fatto non sussiste) i només va existir "una trobada privada entre quatre o cinc sexagenaris". El Tribunal Suprem va confirmar la sentència del recurs el març de 1986.
El judici final, lligat al Cop Borghese va començar el 1991, després que es va descobrir que les evidències enredant persones preeminents (Licio Gelli, almirall Giovanni Torrisi) havien estat destruïdes pel servei secret de les forces armades italianes abans del primer judici. Giulio Andreotti, ministre de Defensa en l'època va declarar que les proves van ser destruïdes, el 1997 va declarar quins noms havien estat exclosos perquè les acusacions fossin més fàcils d'entendre. Aquest últim judici va acabar sense condemnes, perquè el període de prescripció per la destrucció de proves havia passat.
D'acord amb el periodista René Monzat, les investigacions van durar set anys, durant les quals va ser al·legat que el Cop Borghese va rebre auxili de còmplices militars, així com de suport polític no només del Front Nacional de Borghese o del diputat del MSI Sandro Saccucci, però també d'altres personalitats polítiques pertanyents a la Democràcia Cristiana (DC) i al Partit Socialista Democràtic Italià (PSDI). D'acord amb Monzat, les investigacions van descobrir també que el agragat militar de l'ambaixada dels Estats Units estava íntimament lligat amb els colpistes i que un dels principals acusats va declarar al jutge que el president nord-americà Richard Nixon havia seguit els preparatius pel cop, del qual ell va ser personalment informat per dos agents de la CIA. Aquests fets van ser confirmats a través d'una legislació sobre llibertat d'informació (FOIA) a demanda del diari italià La Repubblica, el desembre de 2004. No obstant això, només alguns sectors reduits de la CIA eren favorables al cop, mentre que la principal resposta va ser de no permetre grans canvis en l'equilibri geopolític en la regió del Mediterrani.

## Implicació de la Màfia
D'acord amb diversos ex-mafiosos testimonis d'Estat ("pentiti"), com Tommaso Buscetta, Borghese va demanar la màfia siciliana per donar suport al cop neofascista. El 1970, quan la comissió de la màfia siciliana va ser reconstituída, una de les primeres qüestions que necessitaven ser discutides era una oferta de Borghese, que va demanar suport en paga de perdons de mafiosos condemnats com Vincenzo Rimi i Luciano Leggio. Els mafiosos Giuseppe Calderone i Giuseppe Di Cristina van visitar Borghese a Roma. No obstant això, altres mafiosos, com Gaetano Badalamenti es van oposar al pla, i la màfia va decidir no participar.
D'acord amb el cap de la màfia Luciano Leggio, testimoniant al Maxiprocesso contra la màfia a mitjans de 1980, Tommaso Buscetta i Salvatore Greco "Ciaschiteddu" eren a favor de l'ajuda a Borghese. En el pla, la màfia hauria de realitzar una sèrie d'atemptats terroristes i assassinats per proporcionar el justificant per un cop dretà. Encara que la versió de Leggio diferís de la de Buscetta, el testimoniatge va confirmar que Borghese hi havia sol·licitat l'assistència de la màfia.

D'acord amb el pentito Francesco Di Carlo, el periodista Mauro De Mauro va ser assassinat el setembre de 1970, perquè ell va saber que Borghese - un dels amics d'infància de De Mauro - planejava el cop. Plantilla:ReferênciasReferències
1. ↑  Prince's Lawyers Deny Charge,The New York Times, 22 de março de 1971.
2. ↑  Dianese, Maurizio; Bettin, Gianfranco. La strage. Piazza Fontana. Verità e memoria. Feltrinelli, 2002, pp.165-169 ISBN 880781515X
3. ↑  Italian Police Track Leftist Terrorists, The New York Times, 29 de março de 1971.
4. ↑   «Rome Police Arrest Another in Alleged Neo-Fascist Plot». The New York Times, 21-03-1971.
5. ↑   «Colonel Arrested on Rome Plotting Charge». The Times, 24-03-1971.
6. ↑   «General to Tell of Coup Attempt». , 29-10-1974, p. 8.
7. ↑   «General Who Led Intelligence Agency Arrested in Italy». , 01-11-1974, p. 5.
8. ↑   «Jail Terms for 1970 Italian Coup Plotters». , 15-07-1978, p. 3.
9. ↑   «Neo-fascist held in isolation to await questioning». , 01-04-1987.
10. 1 2 3  René Monzat, Enquêtes sur la droite extrême, Le Monde-éditions, 1992, p.84
11. ↑  Stille, Excellent Cadavers, p. 151-53
12. ↑  Stille, Excellent Cadavers, p. 186
13. ↑  Revealed: how story of Mafia plot to launch coup cost reporter his life, The Independent on Sunday, June 19, 2005